# 870
Évszázadok: 8. század – 9. század – 10. század
Évtizedek: 820-as évek – 830-as évek – 840-es évek – 850-es évek – 860-as évek – 870-es évek – 880-as évek – 890-es évek – 900-as évek – 910-es évek – 920-as évek
Évek: 865 – 866 – 867 – 868 –  869 – 870 – 871 – 872 – 873 – 874 – 875

## Események

### Európa
- Kopasz Károly nyugati és Német Lajos keleti frank királyok a meersseni szerződésben megállapodnak az előző évben meghalt unokaöccsük, II. Lothár országának, a Középső Frank Királyságnak a felosztásáról.
- Az előző évben megözvegyült Kopasz Károly feleségül veszi Provence-i Richilde-et.
- Rasztiszlav nagymorva fejedelem unokaöccse, Szvatopluk nyitrai fejedelem titokban megállapodik Karlmann bajor herceggel, hogy neki tesz vazallusi esküt. Amikor Rasztiszlav ezt megtudja, tervet sző unokaöccse meggyilkolására. Szvatopluk tudomást szerez az összeesküvésről és kikerüli a csapdát, utána pedig elfogja a nyíltan rátámadó nagybátyját és elküldi a bajorokhoz. Karlmann megvakíttatja és börtönbe zárja Rasztiszlavot (aki hamarosan meghal), a Morva Fejedelemséget pedig két frank fivér, Vilmos és Engelschank gondjaira bízza. Szvatopluk megtarthatja Nyitrát.
- A szicíliai szaracénok elfoglalják a bizánci uralom alatt lévő Máltát.
- A dublini vikingek Amlaíb és Ímar vezetésével megtámadják és kifosztják a skóciai Strathclyde-i Királyság fővárosát, Alt Clutot.
- A yorki vikingek megtámadják Wessexet és karácsonykor elfoglalják Readinget.
- Lezárul a negyedik konstantinápolyi zsinat. A bolgár ortodox egyházat addig példátlan módon önállónak (autokefálnak) nyilvánítják, érsekségi rangban.

### Abbászida Kalifátus
- Al-Muhtadí kalifa belekeveredik a tényleges hatalmat birtokló türk hadvezérek közötti viszályba és egyikük, Músza ibn Bugaz meggyilkoltatja. Utódjául unokatestvérét, al-Mutamidot választják.
- A dél-mezopotámiai lázadó zandzsok elfoglalják al-Ubulla és al-Ahvaz városait és a szárazföld felől blokád alá veszik Bászrát.

## Születések
- Æthelflæd, merciai királynő
- III. Alexandrosz, bizánci császár
- Ebalus, aquitániai herceg
- Pavle Branović, szerb fejedelem
- I. Rómanosz, bizánci császár
- Zwentibold, lotaringiai király

## Halálozások
- június 21. - al-Muhtadi, abbászida kalifa
- III. Gergely, nápolyi herceg
- Muhammad al-Buhárí, perzsa teológus
- Rasztiszlav, morva fejedelem
- Ratramnus, frank teológus

## Fordítás
- Ez a szócikk részben vagy egészben  a(z)   870 című angol Wikipédia-szócikk ezen változatának fordításán alapul.  Az eredeti cikk szerkesztőit annak laptörténete sorolja fel. Ez a jelzés csupán a megfogalmazás eredetét és a szerzői jogokat jelzi, nem szolgál a cikkben szereplő információk forrásmegjelöléseként.